# Cuerpo de Ingenieros del Ejército de la India
El Cuerpo de Ingenieros del Ejército de la India tiene una larga historia que se remonta a mediados del siglo XVIII. La primera subunidad existente del Cuerpo se formó en 1777, mientras que el Cuerpo reconoce oficialmente su nacimiento en 1780. 
El cuerpo se compone de tres grupos de ingenieros de combate: los Madras Sappers, los Bengal Sappers y los Bombay Sappers. El regimiento de ingenieros es la unidad básica de ingeniería de combate, análoga a un batallón de infantería. 
Además de los ingenieros de combate, el Cuerpo sirve y opera importantes organizaciones de ingeniería como el Servicio de Ingeniería Militar (MES), la Organización de Carreteras Fronterizas (BRO), el Proyecto de Alojamiento Casado y la Encuesta de la India.

## Historia

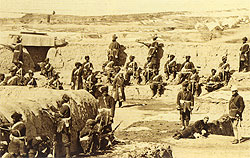
Cuerpo de Sappers de Bengal y Mineros que guardan su sector del Cantonment Sherpore, fuera de la frontera de la ciudad de Kabul, Afganistán, durante la Guerra Afgana 1878-9

El Cuerpo de Ingenieros es uno de los brazos más antiguos del ejército indio. El origen del Cuerpo se remonta a 1780 cuando las dos empresas pioneras regulares se criaron en el Ejército de la Presidencia de Madras. Posteriormente, el Grupo de Madras, Bengala y Bombay Sappers se formó en sus respectivas presidencias. Estos grupos se reunieron cuando el ejército indio británico se formó después de 1857 y se fusionaron más tarde el 18 de noviembre de 1932 para formar el Cuerpo de Ingenieros de la India. Los grupos de ingenieros inicialmente consistían en compañías de campo (una organización de subunidades que existe hasta el día de hoy). Hasta 1911, los Sappers también tenían el deber de pasar mensajes del campo de batalla. Entre 1911 y 1920, entregaron esta tarea a un lote de sus propios parientes que formaron entonces el Cuerpo de Señales. Los Sappers también contribuyeron el primer lote de aviadores cuando la Fuerza Aérea India fue levantada en 1932. De 1942-1945 los oficiales de los Ferrocarriles Indios fueron reclutados en este Cuerpo para participar en la Campaña de Birmania de Gran Bretaña. 

## Ingenieros de combate
En la guerra, los ingenieros de combate proporcionan movilidad a las fuerzas propias mediante la construcción de puentes, pistas y helipuertos. Por otra parte el Cuerpo niega lo mismo al enemigo creando obstáculos tales como la colocación de campos de minas y la demolición de puentes. La necesidad de una encuesta precisa surgió antes de la ingeniería de combate. Las extensas explotaciones tenían que ser cuidadosamente delineadas y trazadas, para planificar la forma correcta de extracción comercial.
La artillería de asedio pesado incluye morteros de trinchera o bombarderos.
El verdadero trabajo, no para los tímidos, fue a los zapadores que tuvieron que hacer Sapping, la técnica de cavar con exactitud las trincheras, generalmente cubiertas o en zigzag, para cubrir el enfoque de al punto de asalto. El Cuerpo de Ingenieros desempeñó un papel muy importante en la Guerra de Kargil. Los Regimientos de Ingenieros principales que participaron muy activamente fueron el 102 Regimiento de Ingenieros como parte de la Octava División de Montaña, el Segundo Regimiento de Ingenieros como parte de la Tercera División de Montaña, el 106 Regimiento de Ingenieros como parte del 16.º Cuerpo y el 112 Regimiento como parte de 92 Brigada de Montaña durante la operación que posteriormente se convirtió en parte del recién creado 16.º Cuerpo. A continuación se adjuntan las áreas de acción y los comandantes de estos Regimientos de Ingenieros: 
1. 102 Regimiento de Ingenieros comandado por el coronel Rohit Kumar, Operado en el sector de Drass bajo 08 Mtn. Div. La unidad fue galardonada.
2. Tercer Regimiento de Ingenieros comandado por el coronel Krishnan, y operado inicialmente en el sector de Drass, Chor Batala y el sector de Siachin debajo de 03 Mtn. Div. La unidad fue galardonada.
3. 106 Regimiento comandado por coronel I.P.S. Ahuja y operado en el sector de Drass & Kargil debajo de la Sede de 16 Cuerpos.
4. 112 Regimiento comandado por el coronel N.B.Saxena y operado en el sector de Daha & Ganasak debajo de 92 Mtn. Bde. Como se trajo para las operaciones de 33 Cuerpos ubicado de Sukhna.

## Servicios de Ingenieros Militares
Los Servicios de Ingeniería Militar, o MES, son responsables del diseño, construcción y mantenimiento de todas las obras, edificios, aeródromos, instalaciones portuarias, etc., junto con servicios accesorios tales como caminos militares, suministro de agua y electricidad, drenaje, muebles, requeridos por el ejército, la marina de guerra, la fuerza aérea y la guardia costera en la India.
Es una de las mayores agencias de construcción y mantenimiento en la India con un presupuesto anual total de 13.000 crores. Tiene un gran número de unidades y unidades secundarias repartidas por todo el país para proporcionar apoyo de ingeniería a diversas formaciones de Ejército, Fuerza Aérea, Marina y DRDO. MES es una organización inter-servicios bajo el mando del Ministerio de Defensa y tiene tanto el ejército como el componente civil de los oficiales (principalmente IDSE) y otros subordinados.

## Organización de Carreteras Fronterizas
La Organización de Carreteras Fronterizas consiste en la Junta de Desarrollo de Carreteras Fronterizas y GREF. El BRDB está encabezado por Rajya Raksha Mantri como su Presidente, Jefe de Ejército, Personal de Aire y Secretario de Defensa. El GREF está encabezado por el Teniente General de Cuerpo de Ingenieros conocido como DGBR. 
BRO ha hecho su propia contribución a la nación mediante la construcción de carreteras nacionales, aeródromos, edificios y puentes. Las carreteras fronterizas, mediante la construcción de un gran número de carreteras en zonas inaccesibles de los Himalayas, Rajasthan y los Estados del Nordeste han contribuido significativamente a su desarrollo económico.

## Condecoraciones
El Teniente General PS Bhagat del Cuerpo sigue siendo el primer oficial indio que ha ganado la Cruz Victoria en la Segunda Guerra Mundial. Otro de los primeros en la misma guerra, Subedar Subramaniam fue galardonado con la Cruz de George. Más tarde, durante las operaciones en Cachemira, poco después de la Independencia, el mayor Rama Raghoba Rane fue premiado con el Param Vir Chakra por hacer un paso a través de los campos de minas enemigas mientras se arrastraba frente a un tanque. Se han desplegado unidades de ingenieros en el extranjero como parte de las misiones de las Naciones Unidas. 
El Noveno Regimiento de Ingenieros se convirtió en uno de los Regimiento de Ingenieros más joven en la historia del mundo para entrar en el campo de batalla y consiguió hasta 12 condecoraciones. incluyendo la Primera Mahavir Chakra, Tercera Vir Chakra, Cuarta Medalla Sena y la Cuarta Mención en Despacho en la batalla de Basantar en 1971. 107 Regimiento ganó en un instituto indio de la concesión de los ingenieros para construir un puente en Himachal Pradesh en 2001. 268 El regimiento fue levantado en 1964. A partir de 2009 se basa "en algún lugar del sector occidental". El regimiento 69 de ingenieros se levantó en 2005. A partir de 2006 en Chandigarh. Los regimientos de ingenieros que sirvieron con la fuerza de mantenimiento de paz india en Sri Lanka incluyeron los 3, 4, 8, 16, 51, 53, 110, 115 y 270.